# Xã Freedom, Michigan
Xã Freedom (tiếng Anh: Freedom Township) là một xã thuộc quận Washtenaw, tiểu bang Michigan, Hoa Kỳ. Năm 2010, dân số của xã này là 1.428 người.